# Valadares (Vila Nova de Gaia)
Valadares is een plaats (freguesia) in de Portugese gemeente Vila Nova de Gaia en telt 9095 inwoners (2001).

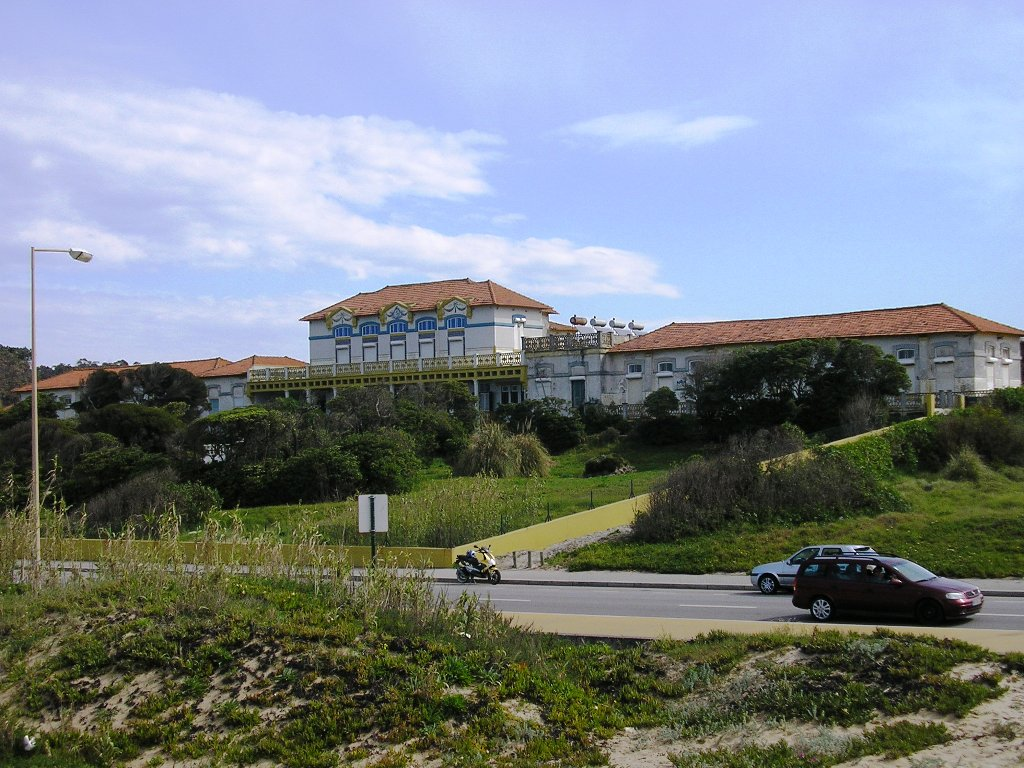
Sanatorio Maritimo in Valadares